# Taroky

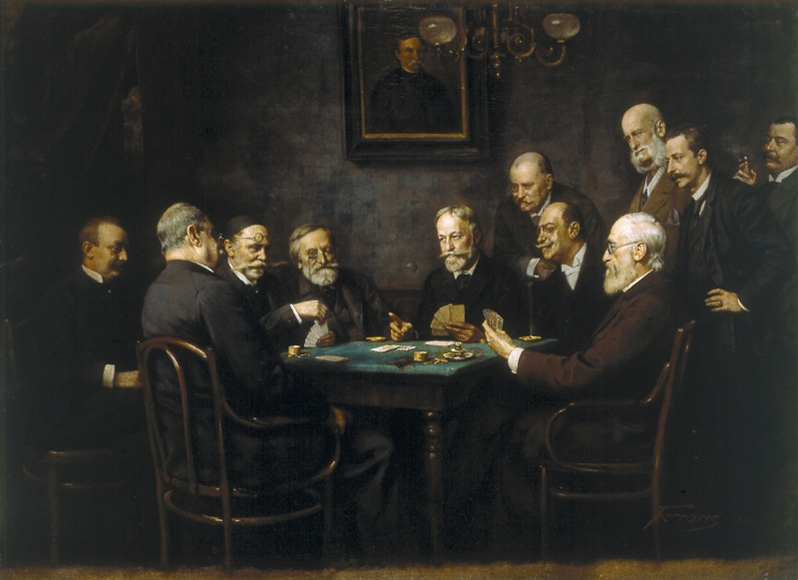
Maďarští státníci hrající taroky v roce 1895

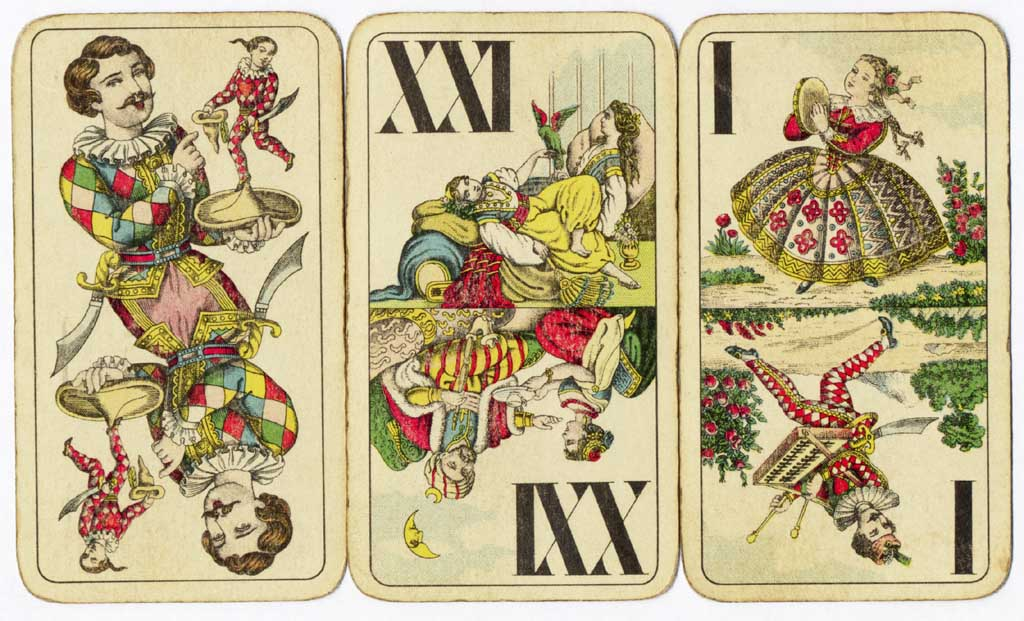
Hláška trul – zleva doprava: škýz, mond a pagát

Taroky jsou zdvihová karetní hra pro čtyři hráče. Hra se hraje se speciálním balíčkem tarokových karet. Taroky jsou v Česku oblíbené spíše na Moravě, v Čechách je populárnější mariáš. Některé herní prvky převzal z taroků licitovaný mariáš.
V Česku se hraje ve čtyřech hráčích s balíčkem čítajícím 54 karet. V balíčku je 32 karet francouzského typu ve čtyřech barvách a 22 taroků, které představují pevné trumfy ve hře. V jiných zemích mohou být počty karet i druh karetního listu jiné. Například v Maďarsku se hraje s 42 kartami, ve Francii pak se 78. S jiným druhem karetního listu se hraje v Itálii.
Zdroje uvádějí vznik taroků v 15. století v Itálii. Ještě v 18. století se hrála převážně varianta pro tři hráče, ale postupně si oblibu získala varianta pro čtyři hráče. V 19. století převážila již pouze varianta pro čtyři hráče. V poslední čtvrtině 20. století hráčů ubývalo a schylovalo se k tomu, že taroky potká podobný osud jako Špády. Nakonec se podařilo zánik hry zvrátit a dnes se krom České republiky těší hra zájmu zejména v Rakousku, ale i na Slovensku, v Polsku, Německu, Maďarsku, Francii a dalších zemích.

## Základní pojmy a karty
V typickém balíčku čítajícím padesát čtyři listů nalezneme čtyři barvy (kříže, piky, káry a srdce) a taroky. Ve všech barvách jsou tyto figury, od nejsilnější k nejslabší: král (honer), dáma, rajtr (kaval, jezdec) a kluk. V černých barvách jsou karty hodnot (od nejslabší): 7, 8, 9, 10, v červených barvách jsou karty hodnot (od nejslabší): 4, 3, 2 a eso. Figury přebíjejí ostatní karty v dané barvě. Taroky číslo I až XXI a škýz jsou vždy nejsilnější karty ve hře.
| oči           | body, například 5 očí je 5 bodů                            |
| mazání        | přihazování hodnotných karet spoluhráči                    |
| plonk         | jediná karta barvy nebo jediný tarok v listě               |
| hlášení       | licitace                                                   |
| forhont       | hráč, který vynáší                                         |
| zdvih         | snaha "vymámit" od protihráče vysoký tarok                 |
| rajtr (kaval) | jezdec, karta v síle mezi dámou a klukem                   |
| honer         | král                                                       |
| škýz          | nejvyšší tarok a nejsilnější karta ve hře                  |
| mond          | tarok XXI., druhá nejsilnější karta ve hře                 |
| pagát         | tarok I., nejslabší z taroků                               |
| žid           | pokladnička, která se rozebírá při uhrané druhé povinnosti |
| renonc        | porušení pravidel                                          |

V některých pravidlech se neuplatňuje placení do žida, hráči se ve Varšavě vyplácí mezi sebou. Pokud se na žida hraje, pak se do něj přispívá při prohrané Varšavě a rozebírá si při uhrané druhé povinnosti.

## Pravidla hry
V pravidlech jsou významné rozdíly mezi regiony i skupinami, proto je vhodné před začátkem hraní si tato ujasnit. Rozdíly jsou například ve vyúčtování (hodnotě her), v povinnosti hlásit prozrazující hlášky (v některých pravidlech se nehlásí barvičky), ale například i v tom, zda se některé povinnosti vůbec hrají. Níže uvedené informace platí pro jednu z nejčastěji hraných verzí v Česku Volání devatenáctky. Existují i další verze jako volání dvacítky, volání krále, taroky ve třech hráčích, štramandl a další.
Cílem hry je získat co nejvíce bodů. Pětibodové karty jsou škýz, mond, pagát a králové. Čtyřbodové jsou dámy, tříbodoví rajtři (kavalové), dvoubodoví kluci. Ostatní karty jsou hodnoceny jedním bodem. Dále se do závěrečného vyúčtování započítávají hlášky.
Před rozdáním se balíček karet snímá. Rozdává se proti směru hodinových ručiček, nejčastěji se začíná 6 kartami do talonu a potom dvakrát dokola každému hráči po šesti listech. Existují ale i jiné způsoby jak rozdávat. Po rozdání následuje hlášení.
V tarokách se musí barvit (hrát stejnou barvou, jaká byla nesena) a nemusí se přebíjet (hrát vyšší hodnotu). Pokud hráč nemá příslušnou barvu, musí hrát tarokem. Nemá-li tarok, může hrát libovolnou kartou podle svého uvážení. První kartu do nového zdvihu vynáší vždy ten, kdo bral předchozí.
Na každou vydraženou hru je možno dát flek, i opakovaně. Každé flekování zdvojnásobuje postupně hodnotu bodů.

### Druhy her

#### První povinnost (základní povinnost)
Na této povinnosti začíná každá hra. V případě, že žádný z hráčů nelicituje vyšší hru, tak forhont určí s kterým tarokem hraje. Začíná se od devatenáctky, pokud tento tarok má aktér na ruce, volí osmnáctku a tak dále až po patnáct včetně. Z talónu bere aktér 4 karty, dva další hráči v pořadí po kartě a stejný počet karet, jaký hráč bral, následně složí. Pokud forhont neřekne, s kterým tarokem hraje, hraje automaticky s devatenáctkou, i když ji má případně v ruce.

#### Druhá povinnost
Druhá povinnost se podobá první, předák také hlásí s kterým tarokem hraje (počínaje od devatenáctky) a rozebírá se talon v počtech 4+1+1 karet, stejný počet karet se odhazuje. Rozdíl je ten, že vydražitel se zavazuje pro získání posledního štychu pagátem (tarok číslo I).

#### Třetí povinnost (preferance, preferans, trojka)
V této povinnosti aktér hraje sám proti ostatním hráčům. Aktér si bere první, druhou nebo znovu první trojici karet z talónu. Podle toho, kterou trojici zvolil rozlišujeme tři „stupně“ třetí povinnosti. Karty z talonu, které nezvolil propadají protihráčům. Aktér shazuje tři karty, tyto se mu připočítávají do konečného skóre.

#### Varšava (žebrák)
Varšava je odlišná od výše zmíněných povinností. Musí se přebíjet a neplatí žádné hlášky. Pagát musí jít z ruky hráče jako poslední tarok. Mond se nesmí namazat (přihodit k) na škýze, pokud se nejedná o poslední tarok v ruce. V prvních šesti zdvizích se přihazuje vrchní karta z talonu.

### Hlášky

#### Prozrazující hlášení

##### Malé hlášky
| trul     | mond, škýz a pagát       |
| honery   | 4 karty v hodnotě 5 bodů |
| barvičky | 1 nebo 2 taroky          |
| taročky  | 8 nebo 9 taroků          |

##### Velké hlášky
| taroky           | minimálně 10 taroků    |
| barvy            | žádný tarok            |
| královské honery | 4 honery               |
| trulhonery       | trul + nejméně 1 honer |

#### Zavazující hlášení
Dále může hráč hlásit pagáta či valáta. Při hlášeném pagátu se hráč zavazuje, že on nebo jeho spoluhráč přebije poslední zdvih ve hře pagátem, shodně jako při druhé povinnosti. Při zahlášeném valátu se hráč zavazuje uhrát všechny zdvihy ve hře. Jako tichého pagáta či valáta označujeme stav, kdy hráč uhraje pagáta či valáta bez ohlášení. Tiché hlášky jsou ve výsledném vyúčtování oceněny nižší sazbou.

## Galerie
Na Moravě a v Čechách nejčastěji hraný balíček karet od firmy Piatnik.

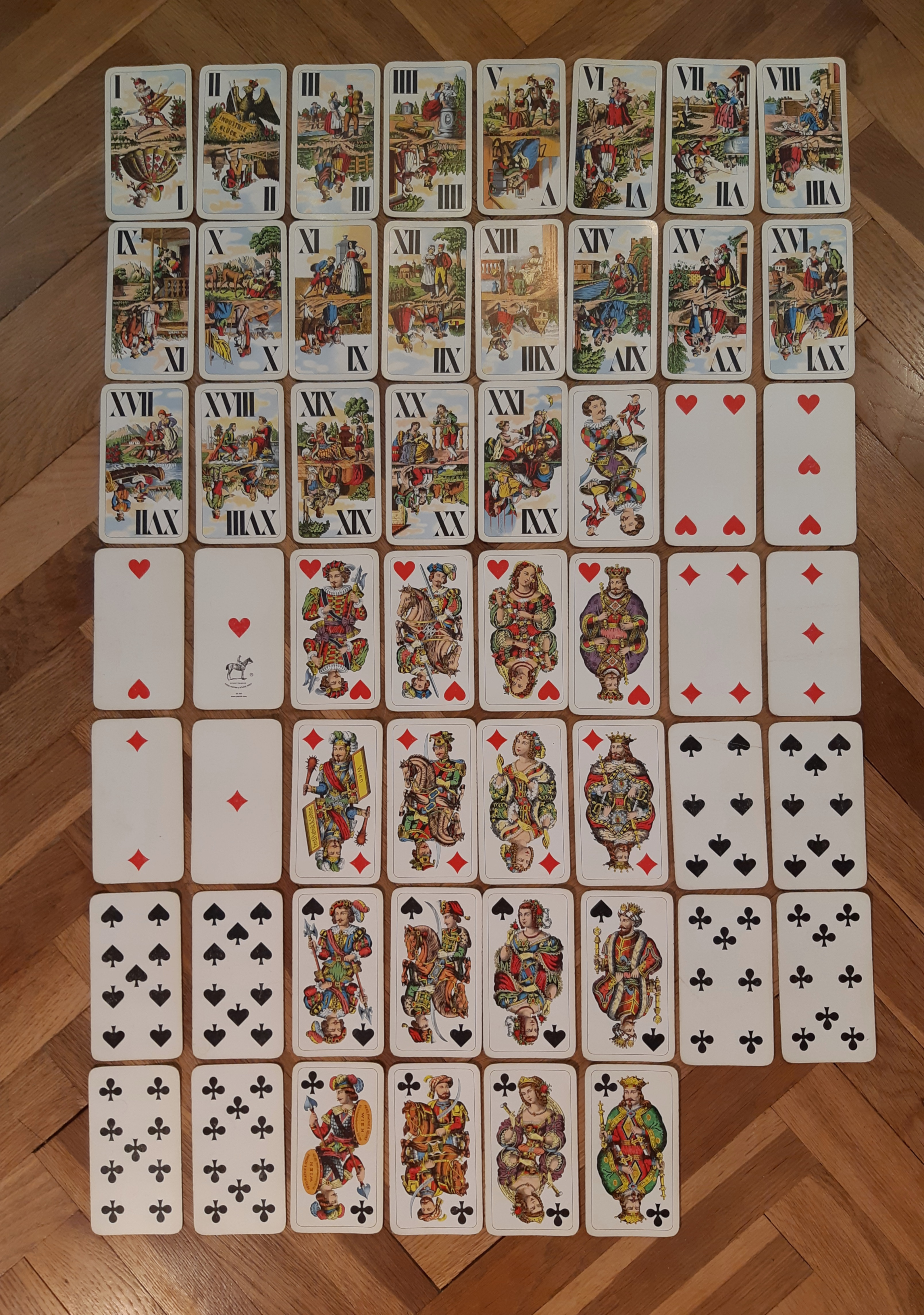
Všech 54 listů
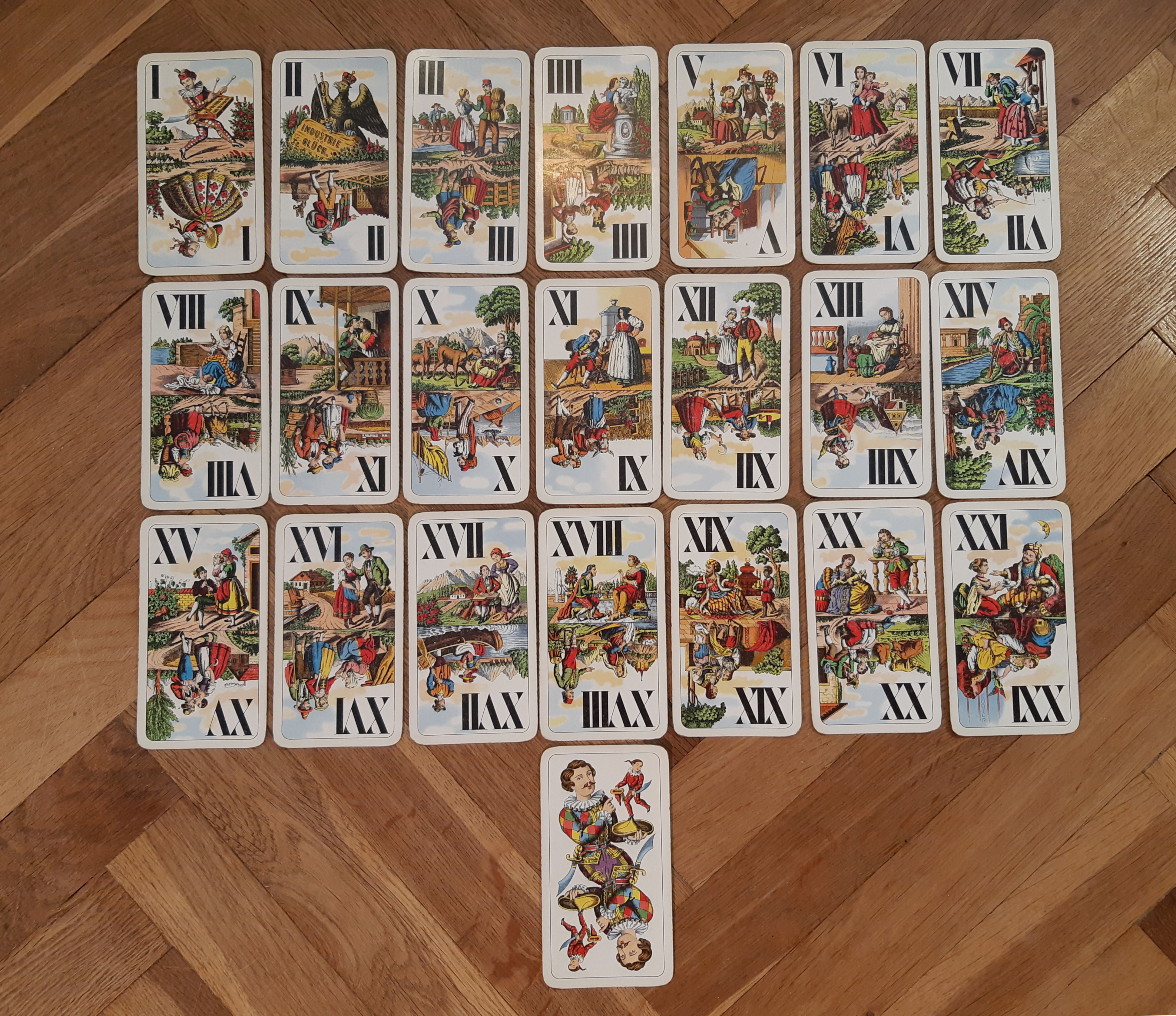
Všechny taroky (trumfy)
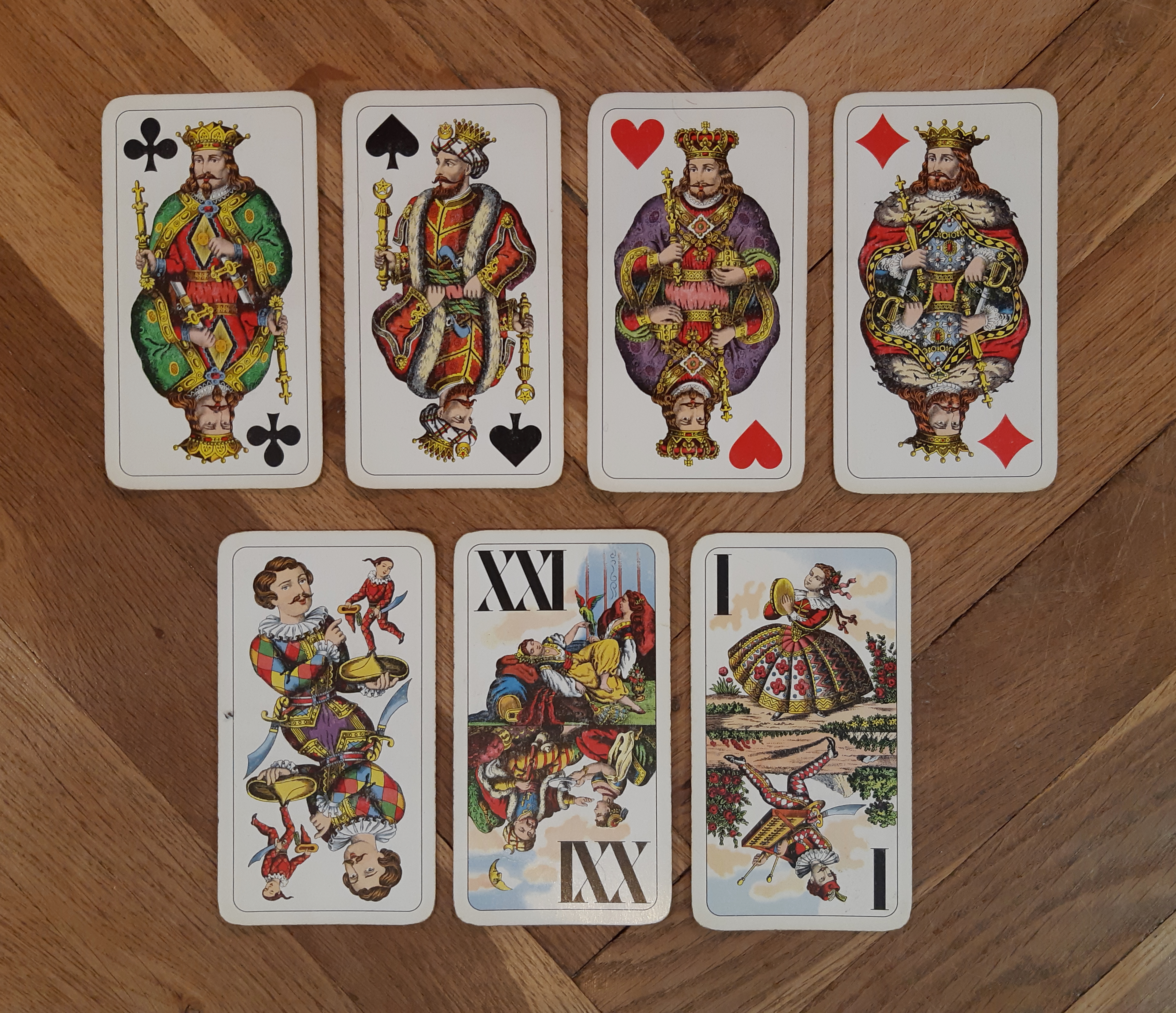
Všechny pětibodové karty (honery a trul)
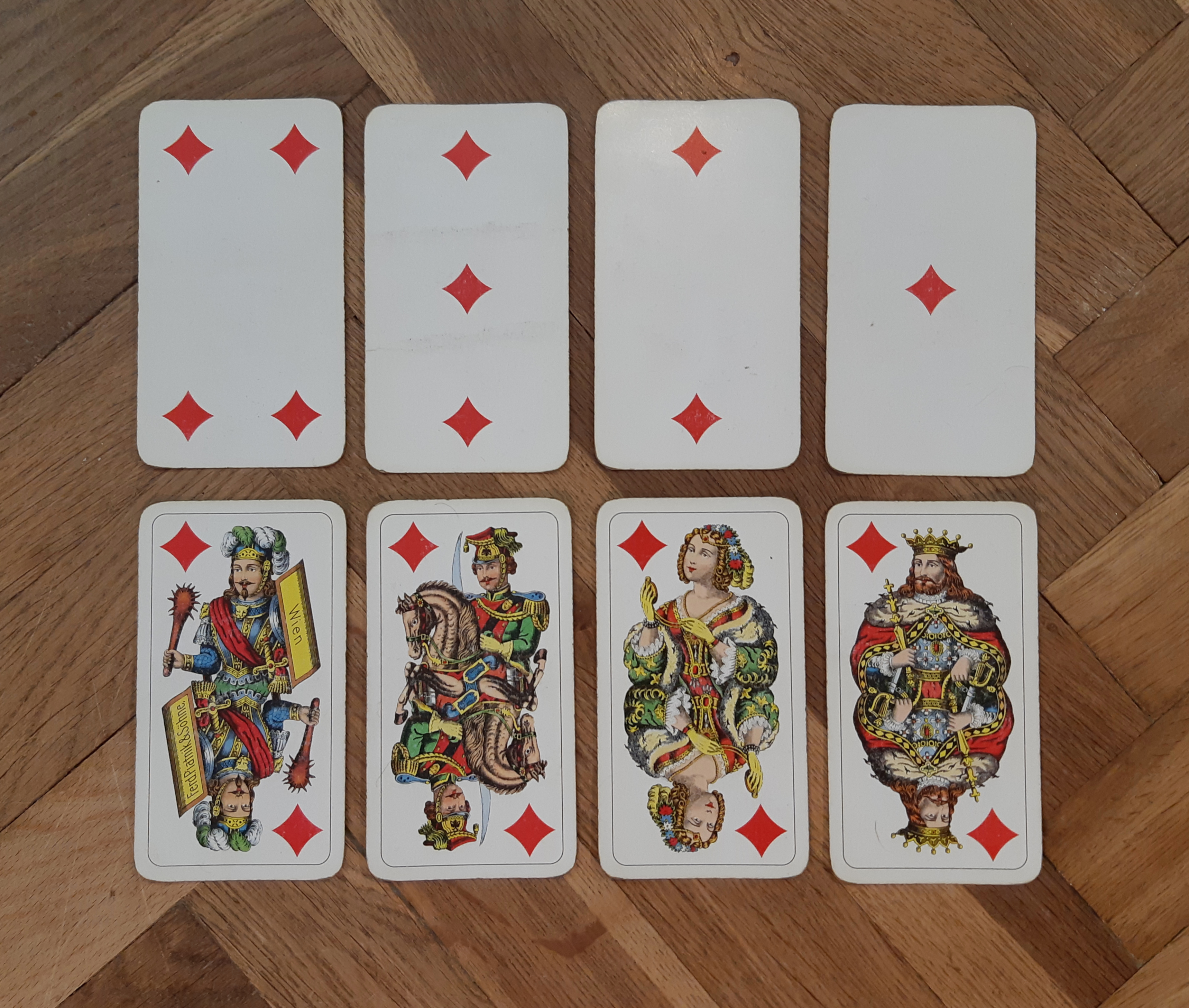
Kárové karty
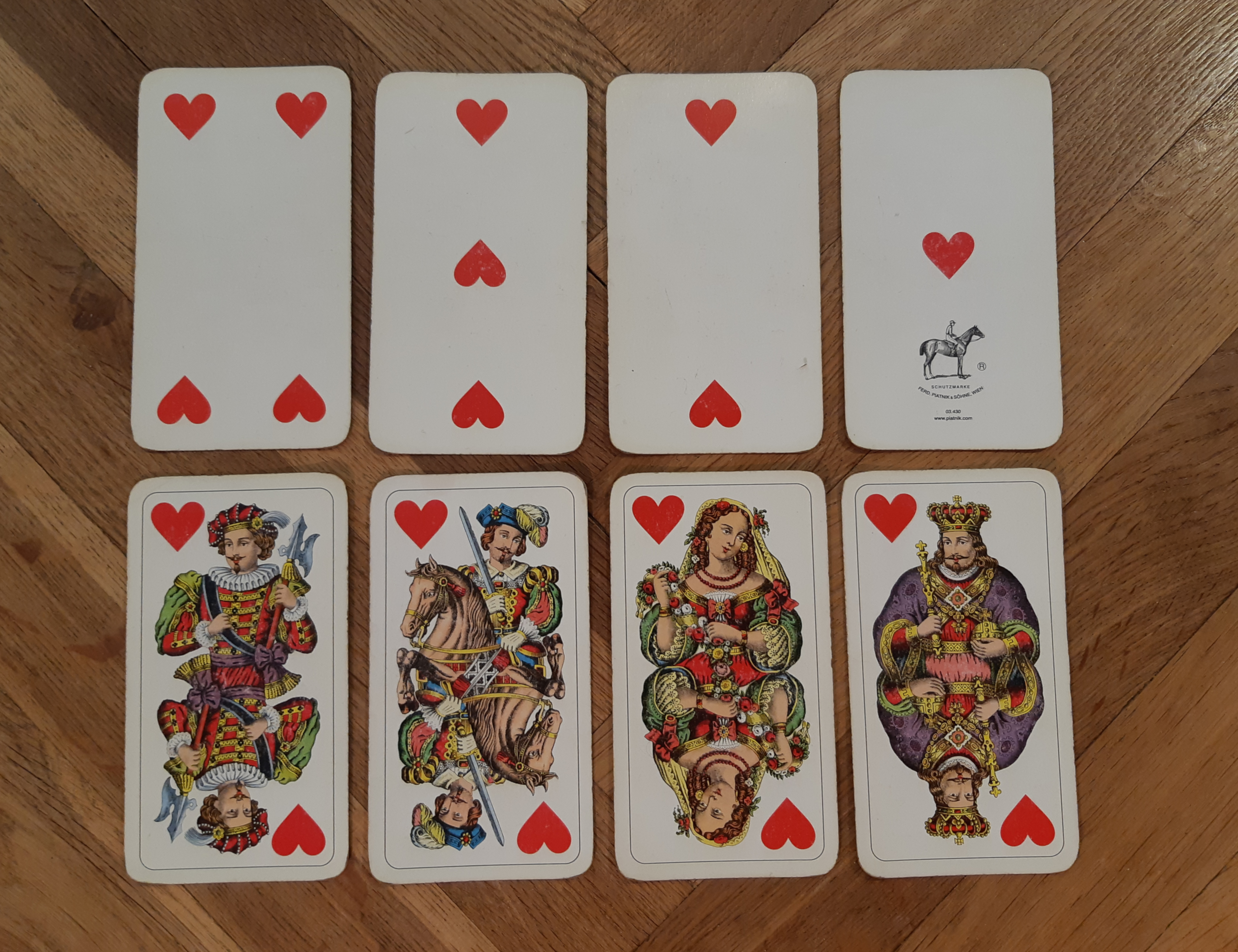
Srdcové (hercové) karty
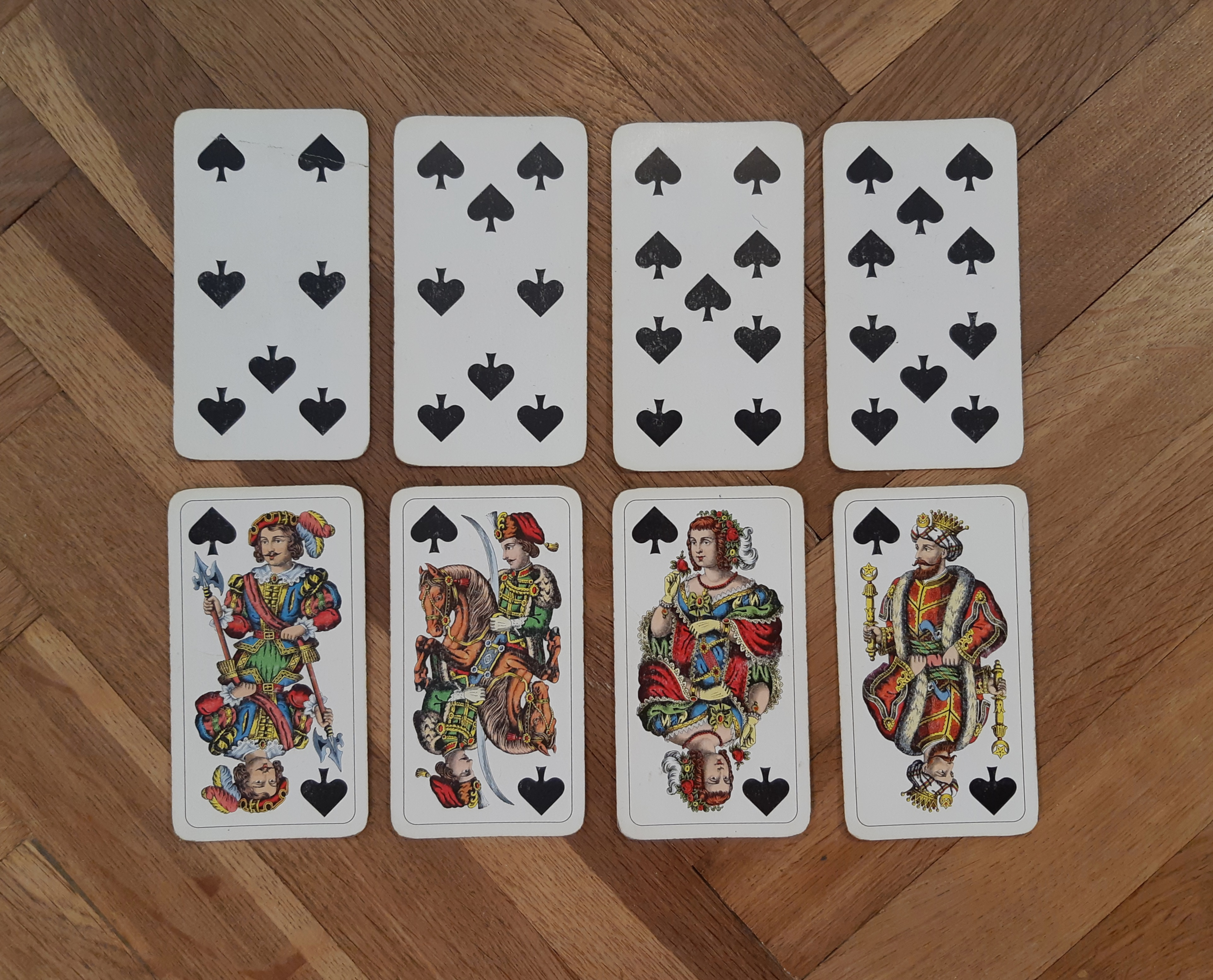
Pikové karty
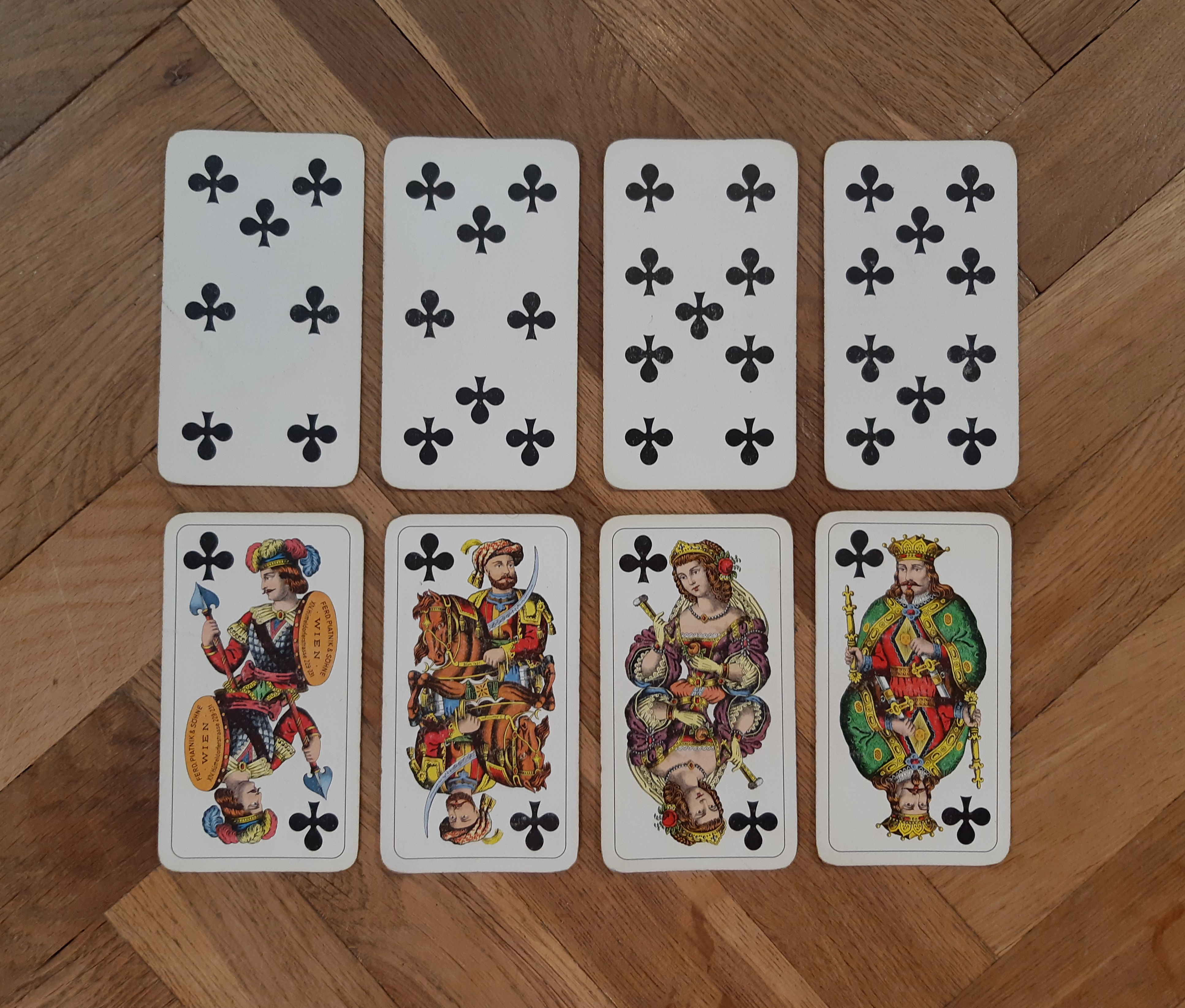
Křížové karty